# کاتیا هربرس
کاتیا هربرس (هلندی: Katja Herbers؛ زادهٔ ۱۹ اکتبر ۱۹۸۰) بازیگر اهل هلند است. وی از سال ۲۰۰۲ میلادی تاکنون مشغول فعالیت بوده‌است.
از فیلم‌ها یا مجموعه‌های تلویزیونی که وی در آن‌ها نقش داشته‌است، می‌توان به وست‌ورلد، شر، آمریکایی‌ها، بازماندگان و تعقیب اشاره نمود.